# テナガザル白血病ウイルス
テナガザル白血病ウイルス（GaLV）は、ガンマレトロウイルスの一種で、シロテテナガザルやウーリーモンキーなどの霊長類の腫瘍から分離された発癌性のC型レトロウイルスである。このウイルスは、1960年代後半から1970年代初頭の流行した、テナガザルの造血器腫瘍、白血病、免疫不全の原因として1971年に同定された。GaLVの起源に関する疫学研究により、ウイルスの起源について2つの仮説が立てられており、東アジアのげっ歯類またはコウモリの種内に存在するレトロウイルスの種間伝播による起源、あるいは医療研究機関に収容されていたテナガザル集団へMbRV関連ウイルスの接種または輸血が起源とされる。その後、このウイルスは、タイ、米国、バミューダの飼育下のテナガザル集団でも確認された。
GaLVは、感染したテナガザルの排泄物との接触により水平感染する。ただし、親子感染を介して垂直感染する仮説もある。系統発生分析により、GaLVにはGaLV-SF、GaLV-SEATO、GaLV-BR、GALV-X、GaLV-Mar、GaLV-H、SSVの7つの株があることが判明しており、宿主免疫系からの選択圧の結果として出現した。近年、これらの株の全ゲノム配列が解読され、遺伝子導入におけるウイルスベクターとしてGaLVの有用性が高まった。

## 疫学
1960年代に初めて報告された悪性リンパ腫と白血病の症例は、タイのバンコクにあるSEATO研究施設に収容されたシロテテナガザルで、造血腫瘍のいくつかの症例として報告されている。1971年、GaLV-SEATOは、白血病を誘発するレトロウイルスの系統発生分析により、De Paoliらが同定した。この発見に続いて、飼育下のテナガザル集団でのみ確認された関連の腫瘍性症候群から、GaLVの他の5つの株が同定された。
- GaLV-SF：サンフランシスコのテナガザルリンパ肉腫由来。カリフォルニア大学サンフランシスコメディカルセンターとカリフォルニア大学で捕獲されたテナガザル集団内から分離された (Kawakami et al. and Snyder et al., 1973) [4]。
- GALV-X：ベルギーのルーバンと米国メリーランド州の国立がん研究所でHIV-1に感染したヒトT細胞株の細胞培養で検出された[8]。
- GALV-H：バミューダのホールズ島にある放し飼いのテナガザルの集団にいるリンパ球性白血病のテナガザルから分離された[9]。
- GALV-Br：ルイジアナ州のガルフサウス研究所の非白血病テナガザルの凍結脳サンプルから分離された（Gallo et al。、1978）。
- GaLV-Mar：マーモセット細胞の細胞培養（in vitro）で検出された[10]。
- シミアン肉腫（SSV）： GALVに感染した飼育下のテナガザルに曝露されたウーリーモンキーの線維肉腫の単一分離株に由来するGALV変異体[2]。シミアン肉腫関連ウイルス（SSAV）存在しなければ宿主内でウイルスは複製しない。

これらのウイルス株はDNAシーケンスにより高い遺伝的類似性を示す。 GaLVの株間で90％の配列同一性と93％以上のアミノ酸ゲノム同一性がある。これらの株間の違いはenv遺伝子で発生し、違いは85％から99％の範囲である。

### 起源
類人霊長類における伝染性で発癌性のガンマレトロウイルスの発見をきっかけに、GaLVの病原性やそのウイルスの起源について数多くの研究がなされたが、現在も中間宿主については議論中である。当初ウイルス研究者は、GaLVが東南アジアのげっ歯類で検出されたマウス白血病ウイルス（MLV）に関連していると考えていた。近い相同性を持つ内在性レトロウイルスとして、Mus caroliから検出されたMcERV、およびツチイロハツカネズミから分離されたMus dunni内在性ウイルス（MDEV）（Lieber etal。1975、Callahan et al.1979）が挙げられる。この仮説は、低解像度の血清学的およびDNA相同性法から得られた結果に基づいていたが 、現在の系統発生分析では、GALV-SEATOおよびMLVのプロウイルス配列のpolで68〜69％の類似性、 envで55％の類似性であり、配列はあまり類似していない。 したがって、GaLVの由来としてげっ歯類が中間宿主と確認できるくらいGaLVと十分に類似する配列を持つげっ歯類宿主のプロウイルス配列は知られていない。 
別の仮説は、パプアニューギニアのげっ歯類の種から分離されたGaLV-SEATOとMelomys Burtoniレトロウイルス（MbRV）の高い配列類似性から提唱されている。免疫学的分析により、MbRVがGaLV-SEATOと93％の配列相同性を示しており、これはMcERVおよびMDEVよりも有意に高い。ただし、パプアニューギニアとタイではげっ歯類のバートンメロミス（Melomys burtoni）が地理的に重なり合っていないため、MbRVは当初GaLVの中間宿主としては適当ではないと考えられていた。しかし、Mammal Reviewは2016年に「Is gibbon ape leukaemia virus still a threat?」において、SEATO施設の報告を公表するとともに、1960年代と1970年代のテナガザルの地理的移動という点から、パプアニューギニアからタイへのMbRVの拡散に関する有効な仮説を提示した。SEATO施設の報告書には、マラリアやデング熱などの人間の病気の病原性研究のために、テナガザルに、人間、東南アジアのげっ歯類、その他のテナガザル類由来の生体材料が頻繁に接種されていたことが記載されていた。したがって、SEATOで使用された血液および組織サンプルがMbRV関連ウイルスで汚染されており、その後に輸血または接種によってテナガザルに導入されたことにより、2匹のテナガザル（S-76およびS-77）内でGaLVが発生したと提起されている。 
もう一つの仮説は、東南アジアのコウモリ種内に存在するGaLVとレトロウイルスの配列類似性から提唱されている。移動性のコウモリは広域に急速に拡散する可能性があり、いくつかの人獣共通感染症にも関連しているため、GALVの潜在的な中間宿主である。

### 複製サイクル
GaLVは、ウイルス複製に逆転写酵素と呼ばれる酵素を利用するレトロウイルスファミリーに属している。レトロウイルスは一本鎖ゲノムRNA（ssRNA）を持っており、逆転写により二本鎖DNA（dsDNA）を形成し、宿主細胞のゲノムにプロウイルスが組み込まれる。 GaLVレプリケーションサイクルは次のように進行する。
1. 結合：GaLVレトロウイルス複製の最初のステップは、受容体分子SLC20A1 （GLVR-1、PIT-1）およびSLC20A2 （GLVR-2、PIT-2）を介したヒト細胞表面へのウイルス粒子の吸着である[14]。この分子はどちらも細胞タンパク質（リン酸トランスポーター）である。
2. 宿主細胞への侵入：次に、GaLV粒子は、細胞膜上のこれらの細胞表面タンパク質を、宿主細胞に侵入するための特異的な受容体として利用する[15]。
3. 逆転写：次に、ウイルスコアが標的細胞の細胞質に入り、そこで逆転写酵素が3 'から5'までの相補的DNA鎖を生成する。
4. 核への侵入：GaLVの宿主ゲノムへのプロウイルスの組み込みには、標的細胞の核への侵入が必要である。ただし、GaLVは非分裂細胞に感染することができず、有糸分裂中の核膜の消失を通じて核に侵入する。
5. 複製：プロウイルスDNAが宿主細胞の核に入ると、複製はポリペプチド合成を介して起こり、宿主ゲノムに組み込まれる。

### ウイルス耐性
Retroviruses and Insights into Cancer Journalに発表された研究では、元のエンベロープ遺伝子から部分的にプロウイルス配列が転写されることにより、テナガザルにおいてウイルス耐性がもたらされる可能性が言われている。 GaLVエンベロープ遺伝子の発現は、高ウイルス血症のテナガザルに長期間曝露されたにもかかわらず無症候のテナガザルで見られた。したがって、複製能力のあるGaLVがない状態でGaLVエンベロープが発現することより、GaLV感染に耐性を示した可能性がある。 さらに、病気に感染した証拠のないテナガザルにおいて、レトロウイルスに対する抗体が確認されていることから、GaLVに対する自然の免疫学的耐性の存在すると示唆される。

### 伝播
GaLVは、尿や顔などのGaLVで汚染された生体材料との接触を介して水平感染する外因性ウイルスであり 、未感染のテナガザル内にプロウイルスゲノムがないことがハイブリダイゼーションアッセイで確認されている。さらにComparative Oncology Laboratoryで実施された実験では、「ウイルス感染個体への曝露から6週間以内に月齢14か月の非感染テナガザルがGaLVに感染した、GaLVの水平感染」を示している。さらに、GaLVは子宮内で親子感染を介して出生前にも感染し、その子孫は出生後の感染とは対照的に大量のプロウイルスDNAを示す。

## 徴候と症状
GALVに関連する病状には、悪性リンパ腫、リンパ芽球性白血病、骨粗鬆症、顆粒球性白血病など、感受性のある二次的で時に致命的な疾患につながる腫瘍性症候群がある。顆粒球性白血病の場合、末梢血の顆粒球の増加が骨髄と肝臓のリンパ節に浸潤し、これらの組織内に緑変（クロロシス）を引き起こす。1980年にKawakamiらによって発表された病理学研究では、5〜11か月の潜伏期間後に、若いGaLV感染テナガザルで慢性顆粒球性白血病の発症を示している。さらに、生後14か月のテナガザルへGaLVを感染させることで、中和抗体の産生によって無症候性で造血系疾患のない状態を維持できることを示し、それによってGaLV感染に対する宿主の免疫応答を実験的に示した。

## ガンマレトロウイルスの発生

### コアラレトロウイルス（KoRV）
KoRVはガンマレトロウイルス属に属し、GaLVと80％の配列類似性を示しており近縁である。コアラレトロウイルスはオーストラレーシアの感染した飼育下や自由生活のコアラ集団内に存在するリンパ腫と白血病のコアラから分離された。したがって、journal of virologyに発表されたMolecular Dynamics and Mode of Transmission of Koala Retrovirus as It Invades and Spreads through a Wild Queensland Koala Populationによると、新生物を発症したコアラの80％がKoRV-B陽性であり、白血病およびリンパ腫のコアラがKoRVに広く感染していることを示している。現在、KoRVは生殖細胞系への感染を示す唯一のレトロウイルスであり、レトロウイルスの内因化を調節するプロセスを理解する上で研究の対象となっている。
KoRVには9つの亜種が発見されており、主要なウイルス株として、KoRV-A、KoRV-B、KoRV-Jがある。KoRV-Jは、免疫調節により、腫瘍性症候群およびクラミジア症を引き起こす。さらに、KoRV-Bは腹部リンパ腫、不特定の増殖性/骨髄状態、骨軟骨腫および中皮腫に関連していることが示されている。 Natureに発表されたTarlingtonらの研究では、クイーンズランド州で見つかったコアラ集団に生殖細胞系感染が存在する疫学的証拠を示しているが、オーストラリア南部の一部の個体はプロウイルスを欠いており、過去100年から200年の間にオーストラリア北部でレトロウイルスの内因化が始まったことを示唆している。 KoRV-Aの宿主ゲノムへの内因化の病理学的研究は、年間3％発生率を低下させる治療ワクチンの開発に不可欠である。 

### ネコ白血病ウイルス（FeLV）
FeLVは発がん性ガンマレトロウイルスであり、レトロウイルス科orthoretrovirinaeの亜科に分類される。リンパ肉腫の猫の一群から1964年に発見された。 FeLVは、骨髄および免疫系内で免疫調節を引き起こす感染性病原体として特定されており、感染した猫はさまざまな二次感染や日和見感染を受けやすくなる。FeLVの関連疾患にはリンパ腫、非再生性貧血、胸腺変性疾患などがある。 現在、FeLVの有病率は、獣医の介入、ワクチン接種、バイオセキュリティプロトコル、感染した動物の検疫、安楽死により、1970年代から1980年代以降減少している。FeLV P27の検出を中心とした正確な血液検査手順として、血流中に見られる遊離FeLV粒子の存在を検出する酵素免疫測定法（ELISA）および白血球内のレトロウイルス粒子の存在を検出する間接免疫蛍光抗体アッセイ（IFA）の2つの方法により診断される。
FeLVは、唾液、血液、母乳、尿、糞便を介して水平および垂直に感染する。さらに、出生前後に親子感染することもある。 2003年にはFeLVが寄生しているノミによって媒介され、感染者との密接な接触なしにFeLVが水平感染することが確認された。FeLVにはA、B、Cの3つの株があり、 FeLV-Aは、特にワクチン未接種の動物内で自然界に伝染する最も病原性の低い株である。FeLV-Bは、外因性のFeLV-Aと内因性配列（enFeLV）の組換えに由来する。一方、FeLV-Cの起源に関しては研究が限られているが、組換えまたは突然変異に由来すると言われている。

### ブタ内在性レトロウイルス（PERV）
PERVは、1970年に最初に記述され、ガンマレトロウイルス属Retroviridae科Orthoretrovirinae亜科に属している。PERVは、PERV-A、PERV-B、およびPERV-Cの3つのサブタイプに分類される。 PERV-AとPERV-Bは、ヒトとブタの細胞に感染することができるポリトロープウイルスだが、PERV-Cは、ブタの細胞にのみ感染するエコトロピックウイルスである。ヒト細胞におけるPERVの種間伝播は、in vitroで実証されており、ブタの細胞、組織、および臓器の異種移植に対する懸念となっている。 ただし、ブタの神経細胞または植皮の移植を受けた人や、ブタ由来の肝臓または膵臓の異種移植を受けた患者、ブタの組織と接触している肉屋においてもin vivoでのPERV感染は確認されていない。 

## 治療としての利用
GaLVエンベロープタンパク質は、癌遺伝子治療や遺伝子導入におけるウイルスベクターとしての有用であり、生物学的に重要である。レトロウイルスベクターは、ex vivo遺伝子治療で利用される。ex vivo遺伝子治療では細胞を取り出し、機能不全のタンパク質をコードする遺伝子を正常な遺伝子にin vitroで組換え、元の患者に戻す遺伝子治療であり、組換えた遺伝子は宿主細胞の核およびリボソーム内で転写および翻訳を受け、「正常な」分泌可能なタンパク質を産生する。初期のレトロウイルスベクターは、モロニーマウス白血病ウイルス（MMLV）に由来しており、GaLVエンベロープタンパク質でシュードタイピングする（別のウイルスのエンベロープタンパク質で覆う）と、さまざまな宿主細胞への遺伝子導入が可能となる。さらに、GaLVの細胞外ドメインを利用したハイブリッドマウス両指向性ウイルスエンベロープの開発は、遺伝子治療における宿主内での細胞感染率を高めるのに役立つ 。
遺伝子導入は、受容体の発現と遺伝子導入効率に依存する。ヒトTリンパ球には、GaLVの存在を検出する2つの表面受容体（GLVR-1とGLVR-2）があり、Lamらよると、GLVR-2よりもGLVR-1の発現が8倍多ことから、ヒトTリンパ球に遺伝子導入するにはGLVR-1表面受容体に結合するGaLVエンベロープタンパク質を利用する必要があることを示している。 ただし、ガンマレトロウイルスは非分裂細胞に感染することができないため、遺伝子導入におけるGaLVエンベロープタンパク質の有用性はレンチウイルスベクターに取って代わられつつある。